# Näätämö
Näätämö (nordsamiska: Njávdán; skoltsamiska:Njauddâm) är en ort i Enare kommun i norra Finska Lappland cirka 3½ mil nordost om Sevettijärvi och två kilometer från norska gränsen. Den ingår i Sevettijärvis skoltsameområde.

## Historik
I samband med de finländska folkomflyttningarna efter andra världskriget upprättades nya kolonisationsområden också i Finska Lappland. Skoltsamerna från Petsamo utplacerades under sista åren av 1940-talet i trakten av Enare träsk bland annat utmed en cirka 60 kilometer lång sträckning längs Näätämöjoki (Neidenälven i Norge) från Sevettijärvi upp till gränsen mot Norge. Några bosättningar byggdes cirka två kilometer från norska gränsen.

## Befolkning, bebyggelse och kommunikationer
I september 2018 anges cirka 40 samer och finländare bo i ortens småhusbebyggelse, medan majoriteten av skoltsamerna bor spritt ute i renbeteslandet. Det finns en sjukskötare i byn medan vårdcentral och skola finns nere i Sevettijärvi.
Nuortijoki är ett litet vattendrag som flyter genom byn innan det slutligen mynnar ut i Neidenälven. En asfalterad landväg med god standard finns för de drygt 14 milen mer till Enare samhälle. Till Neiden i Norge är det drygt en mil och närmaste tätort är Kirkenes i Norge fem mil bort.

## Näringsliv
Byn har i september 2018 tre affärer, närmast medelstora varuhus med huvudsakligt kundunderlag som utgörs av norrmän från Sør-Varanger; en järnaffär, en diversehandel med bensinstation och en livsmedelsaffär även den med bensinstation. En verkstad finns för mindre fordon som snöskotrar, 4-hjulingar och båtmotorer samt en bilverkstad. 

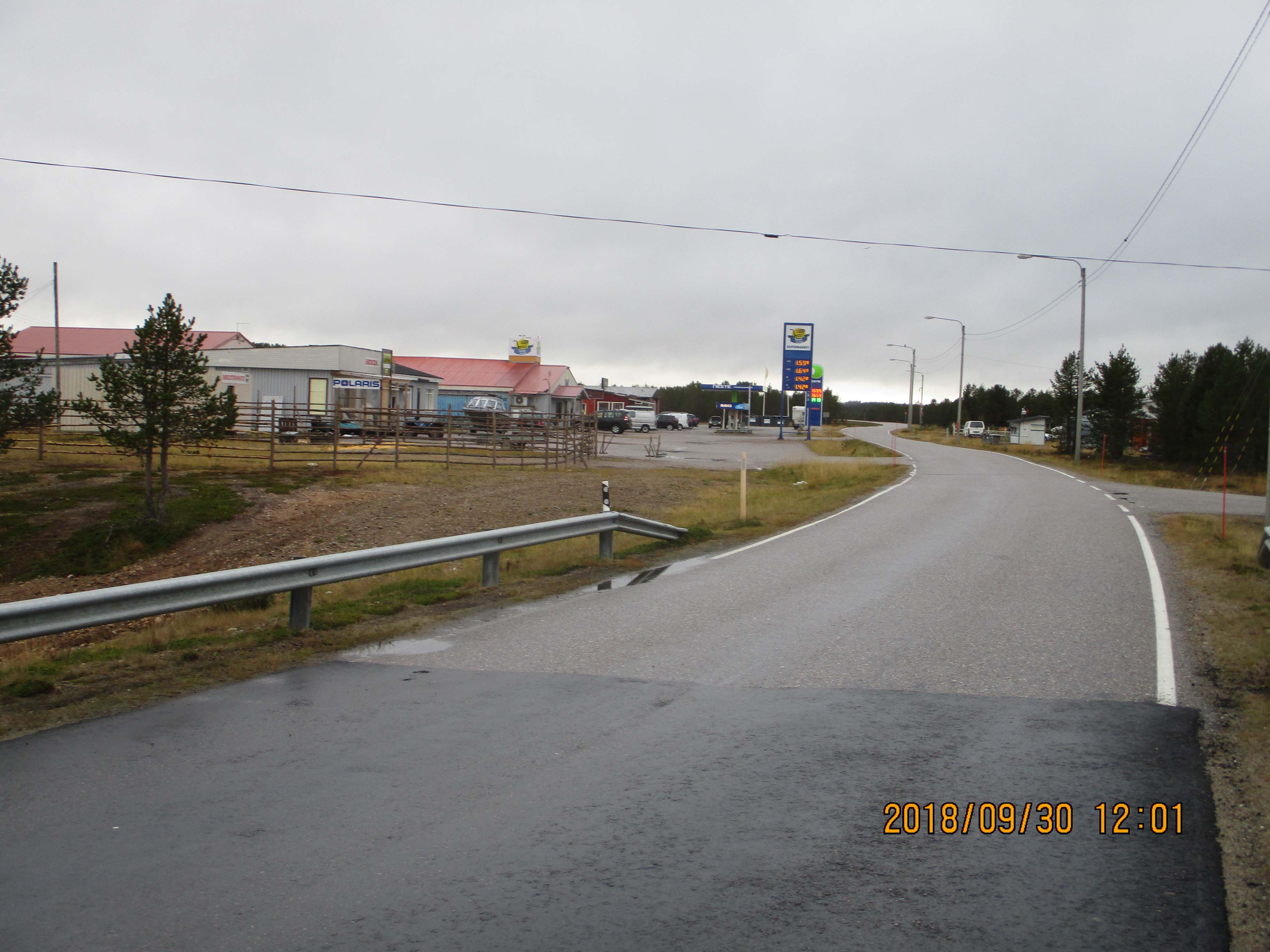
Varuhusen i Näätämö

Turistnäringen expanderar med ett året-runt-öppet hotell med restaurang som ett centrum samt en mindre taxirörelse som finns i byn. Turistanläggningar uppbyggda kring avvecklade småbruk i många fall med jakt- och fiskeerbjudanden finns i omgivningarna ute i skogarna, ofta vid småsjöar och tjärnar. Sommar- och vintersafariverksamhet finns.
Renskötsel inklusive kringverksamhet som slakteri finns i området utanför byn. Slöjdhantverk samt jakt och fiske utgör stödnäringar för de fastboende. Det finns några gårdar framför allt utefter vägen ner mot Sevettijärvi, men det bedrivs inte bärkraftigt yrkesmässigt lantbruk vid dem.